# یواس‌سی و جی‌اس اگدن
یواس‌سی و جی‌اس اگدن (به انگلیسی: USC&GS Ogden) یک کشتی است که طول آن ۶۰ فوت (۱۸ متر) می‌باشد. این کشتی در سال ۱۹۱۹ ساخته شد.